# Shaquala Williams
Shaquala Williams (Portland, 14 aprile 1980) è un'ex cestista e allenatrice di pallacanestro statunitense, professionista nella WNBA.

## Carriera
È stata selezionata dalle Cleveland Rockers al terzo giro del Draft WNBA 2003 (30ª scelta assoluta).
Con gli Stati Uniti ha disputato le Universiadi di Pechino 2001.